# Файст, Лесли
Ле́сли Файст (англ. Leslie Feist; род. 13 февраля 1976 г., Амхерст, провинция Новая Шотландия, Канада) — канадская певица и автор текстов к песням, получившая известность под псевдонимом Feist. Начала сольную карьеру в 1999 году, параллельно являясь участником многих групп. Наибольшую известность получила как участница группы Broken Social Scene.

## Биография
Начала музыкальную карьеру в Калгари, в составе местной панк-группы Placebo (не путать с одноимённой британской командой). После пяти лет выступлений прекратила на время вокальную деятельность из-за повреждения голосовых связок. В 1998 году Лесли переехала в Торонто, где вошла в состав группы By Divine Right и записала свой первый сольный альбом под названием Monarch в 1999 году.
В 2000 году Лесли Файст начала работать с Peaches, Broken Social Scene и Kings of Convenience как сессионная вокалистка. Второй сольный альбом «Let It Die» (2004) она записала в Париже. Он стал одной из самых заметных канадских записей года. Третий сольник Файст, «The Reminder», вышел в марте 2007 года.
В 2008 году номинировалась на премию «Грэмми» четырежды: «Лучший новый артист», «Лучший женский поп-вокал» («1234»), «Лучший поп-альбом» («The Reminder»), «Лучший видеоклип» («1234»).

## Дискография

### Сольные альбомы
- 1999: Monarch (Lay Your Jewelled Head Down)
- 2004: Let It Die (#36 Heatseekers)
- 2006: Open Season — альбом ремиксов и коллабораций
- 2007: The Reminder (#2 CAN, #16 US #28 UK)
- 2011: Metals
- 2017: Pleasure

### Альбомы Broken Social Scene
- 2000: Feel Good Lost
- 2002: You Forgot It in People
- 2004: Bee Hives
- 2005: Broken Social Scene

### By Divine Right
- 1999: Bless This Mess

### Разное
- 2003 Motor Motel Love Songs by Jason Collett
- 2004: Folkloric Feel by Apostle of Hustle
- 2004: Riot on an Empty Street by Kings of Convenience
- 2006: Navy Brown Blues[2] by Mocky
- 2007: The Ish by Teki Latex

### Синглы

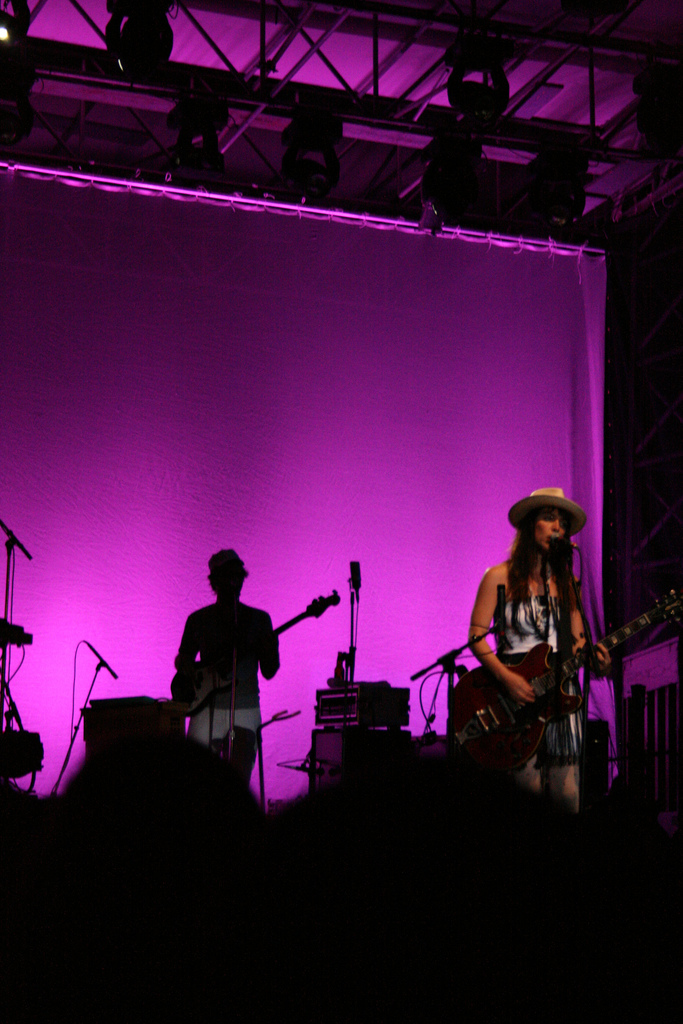
Файст выступает на фестивале "Festival d'été de Québec 2008" (Квебек, Канада)

| Год  | Название         | Пиковые позиции в чартах | Пиковые позиции в чартах | Пиковые позиции в чартах | Пиковые позиции в чартах | Пиковые позиции в чартах | Пиковые позиции в чартах | Пиковые позиции в чартах | Альбом       |
| Год  | Название         | US Hot 100               | US Pop 100               | US Modern Rock           | US Hot AC                | U.S.Hot Digital Tracks   | UK Singles Chart         | Canadian Singles Chart   | Альбом       |
| ---- | ---------------- | ------------------------ | ------------------------ | ------------------------ | ------------------------ | ------------------------ | ------------------------ | ------------------------ | ------------ |
| 2004 | «Mushaboom»      | —                        | —                        | —                        | —                        | —                        | 97                       | —                        | Let It Die   |
| 2004 | «One Evening»    | —                        | —                        | —                        | —                        | —                        | —                        | —                        | Let It Die   |
| 2005 | «Inside and Out» | —                        | —                        | —                        | —                        | —                        | 83                       | —                        | Let It Die   |
| 2006 | «Secret Heart»   | —                        | —                        | —                        | —                        | —                        | —                        | —                        | Let It Die   |
| 2007 | «My Moon My Man» | —                        | —                        | —                        | —                        | —                        | —                        | 67                       | The Reminder |
| 2007 | «1234»           | 8                        | 10                       | 34                       | 30                       | 2                        | 8                        | 3                        | The Reminder |